# 宮腰義勝
宮腰 義勝（みやこし よしかつ、1943年 - 2005年）は、秋田県能代市出身の漫画家。別名義：宮越義勝、塚本光治。

## 略歴
- 1958年、上京し、手塚治虫のアシスタントになる[1]。
- 1961年、独立。
- 1964年、 横山光輝、馬場秀夫、井上英沖、岸本修と光プロダクションを設立。塚本光治のペンネームで「鋼鉄人間シグマ」（原作：横山光輝）で雑誌デビュー。
- 2005年没。

## 作品リスト
- 死神小僧（東邦図書出版社 1962年）
- 忍者人別帖（東邦図書出版社 1963年）
- 闇の戦士（東邦図書出版社 1963年）
- 鋼鉄人間シグマ（原作：横山光輝、週刊少年サンデー 1964年3月29日号（14号）-1965年1月10+17日号（3+4号））
- 影武者（少年 1964年夏の増刊号）
- 宇宙少年ソラン（週刊少年マガジン 1965年20号-1966年45号、別冊少年マガジン 1965年夏休み特大号）
- ロボット人げん（小学二年生　1965年12月号）
- SFジロー（まんが王  1965年）
- 孫悟空 仙術修業の巻（少年現代，現代芸術社発行、1967年8月創刊号）
- 走れ!テツ（原作：神二郎、少年現代 1967年8月創刊号）
- サンダーバード 死線（TBSコミックス1968年4月増刊号）
- にがい栄光（別冊少年キング 1969年4月号）
- 火なわと牙（別冊少年キング 1969年6月号）
- 孫悟空（原作：呉承思 、講談社 名作まんが 1970年10月16日発行）
- 吉原ロマン（漫画パンチ 1972年）
- 元禄太平記（フレーベル館ナンバーワンブックス 1975年）
- 歌磨おんな筆（原作：笠原良三、漫画パンチ 1976年-1977年）
- 恍愡の女（漫画エロス 1977年9月号）
- 好色五人女（暁教育図書日本の古典　1982年12月1日発行）
- 人物日本の歴史（集英社）
  - 聖武天皇
  - 菅原道真
  - 藤原道長と平安貴族
  - 足利義政と応仁の乱
  - 雪舟と水墨画
  - 大内義隆
  - 山田長政
  - 吉田松陰と松下村塾
  - 岡倉天心と明治の美術
- おシャカさまの最後の旅（原作：ひろさちや、鈴木出版仏教コミックス 1989年）
- おシャカさまと弟子たち（原作：ひろさちや、鈴木出版仏教コミックス 1990年）
- エンマ大王 （原作：ひろさちや、鈴木出版仏教コミックス 1991年）
- 帝釈天 力の神（原作：ひろさちや、鈴木出版仏教コミックス 1992年）
- 悪魔のはなし（原作：ひろさちや、鈴木出版仏教コミックス 1992年）

## 師匠
- 手塚治虫